# Pseudagapostemon singularis
Pseudagapostemon singularis là một loài Hymenoptera trong họ Halictidae. Loài này được Jörgensen mô tả khoa học năm 1912.